# Bruchophagus bruchophagoides
Bruchophagus bruchophagoides är en stekelart som först beskrevs av Girault 1925.  Bruchophagus bruchophagoides ingår i släktet Bruchophagus och familjen kragglanssteklar. Inga underarter finns listade.